# عفرين (سمعان)
عفرين  قرية سوريّة تتبع إداريّاً لمحافظة حلب منطقة جبل سمعان ناحية حريتان، بلغ تعداد سكانها  221 نسمة حسب التعداد السكاني لعام 2004.